# Anette Ellegaard
Anette Ellegaard (født 1967 i København) er en dansk forfatter, der også skriver under pseudonymet Anet Elga.

## Baggrund
Anette Ellegaard er uddannet læge fra Københavns Universitet. Hun debuterede som forfatter, mens hun stadig studerede. Efter endt uddannelse og turnus arbejdede hun en del år i psykiatrien, inden hun blev forfatter på fuld tid.

## Forfatterkarriere
Anette Ellegaards debutbog Indigo udkom på forlaget Høst & Søn i 2000. Bogen er en ungdomsroman om den 17 årige pige, Indigo, der bor alene i en lejlighed på Amager, og som efter en brat afsluttet forelskelse kastes ud i en slags efterforskning.
Efter debuten skrev Anette Ellegaard selvhjælpsbogen Superwoman er en følelse, der udkom på forlaget PrettyInk (2005). Hun har siden 2008 udgivet en lang række letlæsningsbøger, især i fantasygenren.
I 2023 lod Anette Ellegaard hovedkarakteren fra sin debutbog genopstå i krimien, Adams offer. I Adams offer er Indigo en voksen kvinde på 39 år, som er enlig mor til fem og ligesom forfatteren selv læge. Bogen er udgivet under pseudonymet, Anet Elga, og er ifølge forfatterens hjemmeside første del i en serie med medicinalindustrien som omdrejningspunkt.
Anette Ellegaard vandt i 2006 2. præmien på 20.000 kr i Aschehoughs børnebogspris med serien, Sandhedens Magt, bind 1-3.